# Football Club de Bizerte
Le Football Club de Bizerte (arabe : نادي ببنزرت لكرة القدم), plus couramment abrégé en FC Bizerte, est un ancien club tunisien de football fondé en 1907 et basé dans la ville de Bizerte.

## Histoire
Le club est fondé en 1907 à Bizerte alors que la Tunisie est sous protectorat français.
Il dispute la première édition du championnat de Tunisie la même année avec le Sporting de Ferryville, le Racing Club de Tunis, et les équipes scolaires du lycée Carnot et du Collège Sadiki.
Ce club disparaît avant même que le championnat de Tunisie ne devienne officiel, lorsque la Ligue de Tunisie de football est fondée en 1921.
En 1928, un autre club bizertin est fondé, le Club athlétique bizertin.